# Rio Bălăneasa (Bârlad)
O Rio Bălăneasa é um rio da Romênia afluente do rio Bârlad, localizado nos distritos de Galaţi e Vaslui.